# Kepanjen (Pace)
Kepanjen is een bestuurslaag in het regentschap Nganjuk van de provincie Oost-Java, Indonesië. Kepanjen telt 3405 inwoners (volkstelling 2010).